# Estanozolol
L'estanozolol, comercialitzat habitualment amb la marca Winstrol (oral) i Winstrol Depot (intramuscular), és un esteroide sintètic desenvolupat l'any 1962 per Winthrop Laboratories. És un derivat de la testosterona i ha estat aprovat per l'agència FDA per l'ús humà.
L'estanozolol promou el desenvolupament muscular. En via oral és emprat per al tractament de l'angioedema hereditari i criofibrinogenemia.

## Ús en atletes
Donat els efectes d'increment en la massa muscular aquest producte és força emprat en el culturisme. El Comitè Olímpic Internacional té catalogada l'estanozonol dins les substàncies prohibides des de l'any 1976.

### Casos de dopatge
- L'atleta canadenc Ben Johnson va perdre la medalla d'or dels 100 metres llisos dels Jocs Olímpics d'Estiu de 1988 després de donar positiu per estanozolol.[1]